# قائمة فناني الكنيسة الكاثوليكية
تضمّ قائمة فناني الكنيسة الكاثوليكية على الفنانين الذين تندرج أعمالهم في إطار الفن الكاثوليكي. قد تشمل أيضًا الفنانين الذين كان لمنصبهم كهنةً أو مبشرين أثر في أعمالهم الفنية.

## قائمة

### الفنانين الرومانسكيين
- أغنيس الثاني، رئيسة دير كيدلينبرج.[1][2]

### الفنانين القوطيين
- دوتو، مايستا (1308-11) ، رائعته كانت كاتدرائية سيينا[3]
- السيد فرانك، الرسام الألماني القوطي والدومينيكي الراهب[4]
- جيوتو دي بوندوني ، فنان عصر النهضة صاحب العديد من الأعمال الدينية [5]

### عصر النهضة إلى عصر الروكوكو

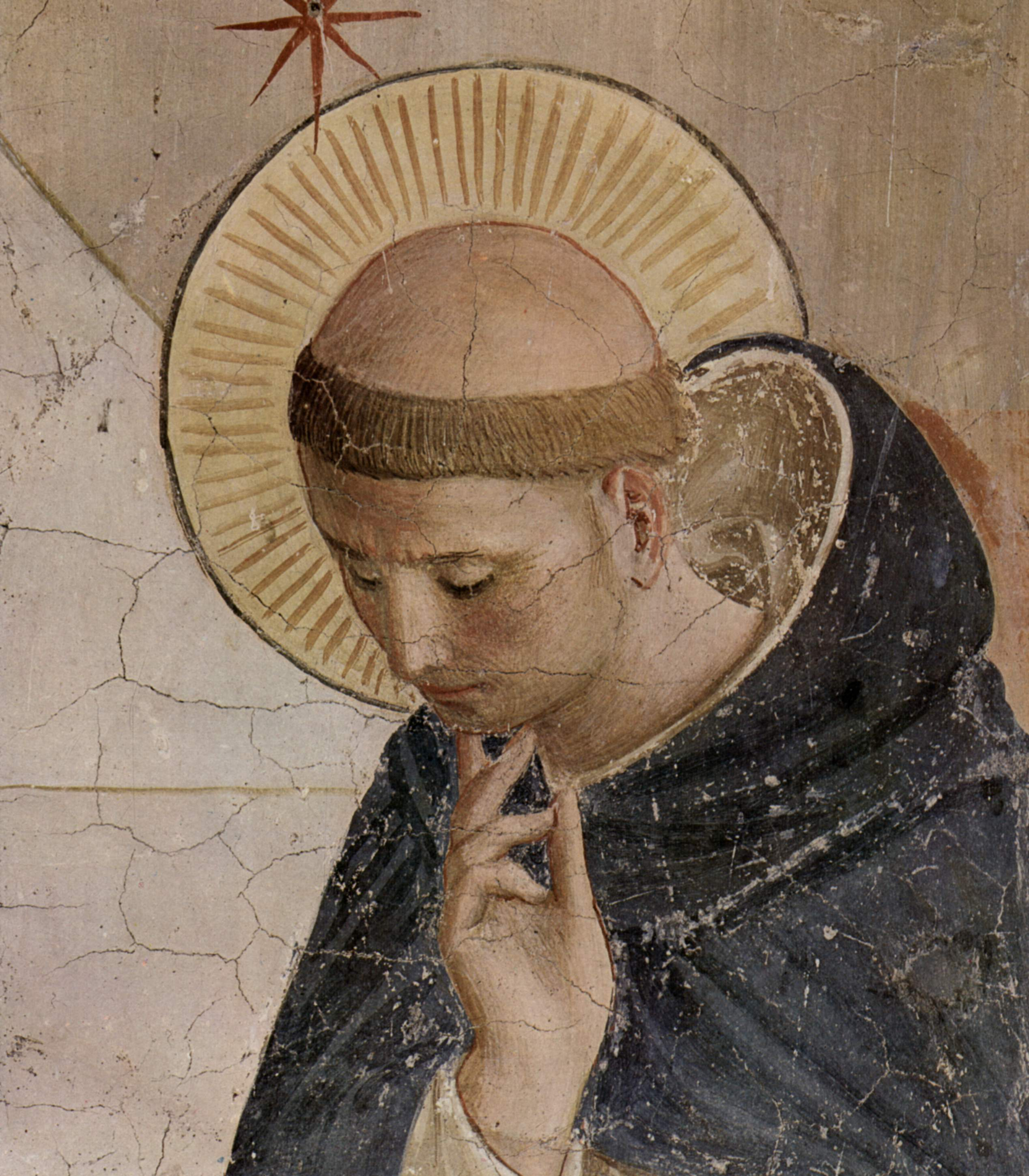
لوحة القديس دومينيك ,الفنان فرا أنجيليكو

- خوان دي لا أبادي، الرسام الاسباني ذو النمط الإسباني الفلمنكي ؛ كان يعمل في الكنائس والصوامع[6][7]
- لامبرت آدم، نيكولا سيباستيان آدم، فرانسوا غاسبار آدم، الأخوة النحاتين الفرنسين، أعمالهم تشمل منحوتات الكنائس [8]
- فرا اجنيلي,  نحات إيطالي، ومعماري؛ أكثر فناني الرهبنة  الدومينيكية[9][10]
- انجليكا فيرونيكا رسامة للأعمال الدينية، أصبحت راهبة[11]
- فرانشيسكو الألباني، أعماله تشمل معمودية المسيح و اللوحات الجدارية على سانتا ماريا ديلا بيس[12]
- بالتازار أوغسطين ألبرشت, البافاري الرسام المعروف بانتقال  العذراء[13][14]
- ماتيو بيريز، يقالل انه عمل مع مايكل أنجلو في كنيسة سيستين[15]
- مارتينو التومنتي، تشمل أعمال ماريا صعود مريم[16]
- فرا أنجيليكو ، عضو الدومينيكية النظام[17]
- أنطونيو دي باز، النحات المعروف بأعماله في كنيسة وكاتدرائية  سالامانكا[18][19]
- نيكولو ديلاركا [20][21]
- البرتو ارنولدي , المهندس المعماري والنحات الإيطالي مشهور باعماله في  كاتدرائية فلورنسا [22][23]
- الإخوة اسام، فناني  الباروك/الروكوكو [24][25]
- جان دينيس، الفرنسي التبشيري اليسوعي الذين رسم اللوحات لكاتدرائية أفينيون و تم بعدها تكريمه من قبل الإمبراطور تشيان لونغ[26]
- جون بابتيست بابل,[27][28] النحات السويسري الذي كان يعمل في دير اينسيدلن وكاتدرائية سانت  سولوتورن
- جيوفاني باجليون، وتشمل أعماله جدارية في قبو صحن كنيسة سانتا ماريا ماغيوري[29][30]
- روك بالدوك[31]
- بارنا دا سيينا، وتشمل أعماله المسيح وهو يحمل الصليب مع الراهب الدومينيكي[32][33]
- فيديريكو باروتشي[34][35][36][37]
- فرا بارتولوميو، عضو النظام  الدومينيكية ؛ أعماله تشمل رؤية القديس برنارد[38]
- مارتينو دي بارتولوميو,  رسام القرن الرابع عشر الإيطالي [39]
- بومبيو باتوني، وتشمل أعماله عودة الابن الضال[40]
- جوزيبي بازاني، رسام   الروكوكو الإيطالي [41][42]
- غاسبار بيسيرا، النحات والرسام الإسباني ؛ الكثير من أعماله الفنية الدينية دمرت في الحرب[43][44]
- جيوفاني بيليني[45]
- يوهان جورج، النحات البوهيمي المعروف بتماثيل القديسين والملائكة[46][47]
- جيان لورنزو برنيني، من أعماله القديسة تيريزا في سانتا ماريا ديلا فيتوريا[48]
- ألونسو بيروجيت[49][50]
- تروفيم بيجوت، قام بمجموعة متنوعة من الأعمال مثل تصوير انتقال العذراء و لوحات القديسين[51][52]
- فرا بونافينتورا بيسي، الراهب الفرنسيسكاني الذي قام بالأعمال الدينية مثل العائلة المقدسة، مع سانت جون[53]
- بيدرو بوكانيغرا، قام بأعمال دينية في كنيسة نيويسترا سنيورة دي غراسيا[54]
- كرزيستوف، الرسام والكاهن البولندي[55][56]
- أندريا بولجي , نحت تمثال سانت هيلينا  في كاتدرائية القديس بطرس[57]
- أورازيو بورجياني[58][59][60]
- هيرونيموس بوش [61]
- ساندرو بوتيتشيلي[62][63]
- فرانشيسكو بوتتشيني [64][65]
- فالنتين دي بولون[66][67]
- ديريك باوتس[68][69]
- أندريا بريجنو، نحات  النهضة الإيطالي والمهندس المعماري الذي قام بالتماثيل الدينية والعمل على المقابر البابوية[70][71]
- شارل لوبران، الرسام الفرنسي[72][73]
- فيليبو برونليسكي, مصمم قبة كاتدرائية فلورنسا[74][75][76][77]
- ميغيل كابريرا، صاحب   السيدة غوادالوبي[78][79]
- غولييلمو [80][81] و  مادالينا[82][83] الأب وابنته المعروفين بالفن الديني
- جيرولامو كامباجنا,  النحات الإيطالي الذي نحت تماثيل القديسين [84][85]
- خوسيه كامبيتشي، الرسام البورتوريكي[86]
- برناردينو كامبي [87][88]
- روبرت كامبين[89][90]
- ألونزو كانو, الرسام الاسباني، والمهندس المعماري، والنحات المعروف بالفن الديني، كما يعرف أيضا  مبمعاداة السامية[91][92]
- كارافاجيو الدينية ويشمل العمل استشهاد القديس متى في كنيسة سان لويجي دي فرانثيس[93]
- كارلو كارلوني، الفنان الإيطالية وأعماله تشمل تمجيد القديسين لكنيسة سان فيليس ديل بيناكو[94][95]
- فرا كارنيفالي، عضو النظام الدومينيكية ; وتشمل أعماله المسيح على الصليب[96]
- كاراتشي[97][98]
- خوان كارينو دي ميراندا، رسام المحكمة، كما عمل أيضا في الأديرة والكنائس[99][100]
- جاومي، النحات الكاتالوني المرتبط بأعمال في كنيسة سانت ماري، دير بوبليت, سانتا ماريا دي ريبوي, كاتدرائية جرندة، وغيرها[101][102]
- جوزيبي كاستجليوني، أرسل إلى الصين كمبشر أيضا قام باللوحات الجدارية في  الكنائس في البرتغال وماكاو[103]
- كاترين اوف بولونيا، راهبة إيطالية[104]
- باسكوال كاتي، المعروف بتصوير   مجلس ترينت[105][106]
- بارتولوميو، النحات الذي قام بأعمال ترميم الفاتيكان وأصبح الفارس الذهبي[107][108][109]
- بنفينوتو سيليني ،عمل في روما خلال بابوية البابا كليمنت السابع وفي وقت لاحق   البابا بولس الثالث[110][111]
- جوزيبي سيزاري، المفضل لدى البابا كليمنت الثامن[112][113][114]
- بيتروس كريستوس[115]
- تشيمابو[116][117]
- ماتيو، النحات والمهندس المعماري الذي بني كنيسة الوجه المقدس للوكا[118][119][120]
- هندريك دي كليرك[121]
- جوز فان كليف، وتشمل أعماله الرجل مع المسبحة و ثلاثي القديس بيتر، سانت بول وسانت أندرو[122][123]
- جوليو كلوفيو، الإيطالي/الكرواتي رسام عصر النهضة [124][125]
- كلاوديو كوليني، الرسام  الإسباني ذو النسب البرتغالي، عمل في بلاط تشارلز الثاني[126][127][128]
- نيكولو أنطونيو[129][130][131]
- سيباستيانو كونكا [132][133]
- بارتولوميو كوريولانو[134] وابنته ماريا تيريزا كوريولانو[135]
- كارلو كورنارا، الذي عمل على كنيسة سانت أمبروجيو[136]
- أنطونيو دا كوريدجو[137][138][139]
- بيترو دا كورتونا ,الرسام والمهندس المعماري الإيطالي[140][141]
- مانويل دا كوستا [142][143] الرسام البرازيلي المعروف بطلاء سقف كنيسة القديس فرنسيس الأسيزي في اوورو برتو
- جاك كورتوا[144][145]
- فوتر الأول[146] و فوتر الثاني,[147] الجد والحفيد
- كاسبر دي كراير[148][149]
- جاكوبو دي مينو ديل، صاحب لوحة  تتويج العذراء وساعد دي بارتولو على كاتدرائية سيينا[150][151]
- دوناتيلو[152][153][154]
- فرانسوا، نحت  التماثيل من أجل  القديس بطرس[155]
- جرونيمو جاسينتو [156][157]
- فرناندو استيفيز[158]
- مشرك دا فابريانو, الرسام الإيطالي [159]
- نيكولاس فاكتور,  رسام عصر النهضة الإسباني[160][161]الملاك مع الصليب ، فيراتا
- كوزيمو، المعماري والنحات النابولي[162][163][164]
- غارسيا فيرنانديز,[165]
- غريغوريو فرنانديز[166][167][168][169]

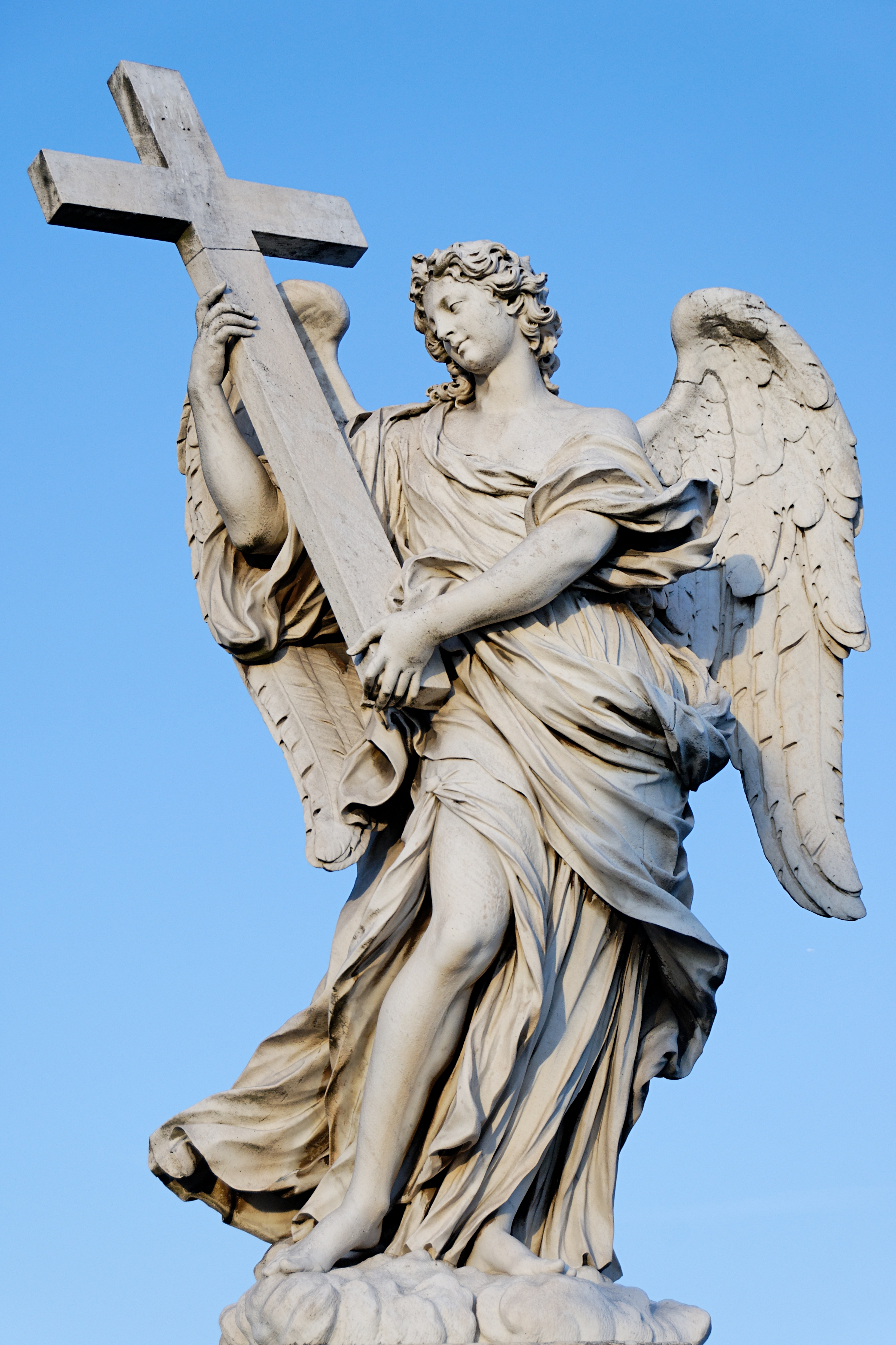
الملاك مع الصليب ، فيراتا

- إركولي فيراتا، أعماله تشمل وفاة سانت أغنيس و الملاك مع الصليب[170][171]
- دومينيكو فيتي[172][173][174]
- جوزيف انطون [175][176]
- خوان دي فلاندس[177][178]
- لافينيا فونتانا, عملت من أجل البابا بولس الخامس[179]
- جان فوكيه[180][181]
- بييرو ديلا فرانشيسكا, وتشمل أعماله لتاريخ الصليب الحقيقي ، في كنيسة سان فرانشيسكو في أريتسو[182] و معمودية المسيح[183]
- بارتولو دي فريدي، أعماله  في كاتدرائية سيينا[184][185]
- أجنلو غادي، تشمل أعماله الدينية لوحة تتويج العذراء[186] و اللوحات الجدارية في جوقة من كنيسة سانتا كروتش، فلورنسا[187]
- بارتولوميو ديلا، الإيطالي الراهب الذي رسم اللوحات الجدارية على جدران كنيسة سيستين.[188][189][190][191]
- برناردينو غاتي، قام بالعديد من الأعمال الدينية في بارما وكريمونا [192][193]
- جيوفاني باتيستا[194]
- خيرختين توت سينت ياس[194]
- أرتيميسيا جنتليسكي ،عمل مع البابا أوربان الثامن[195]
- أنطونيو غيراردي,[196][197]
- لورينزو جبرتي[198][199][200][201]
- سيمون غيني[202]
- دومنيكو غرلاندايو[203]
- كاترينا جيناسي[204][205]
- هوغو فان دير[206][207][208]
- ماتياس غرونيفالد, الألماني الكاثوليكي[209]
- غويرشينو[210]
- لجناز غونتر, البافاري الروكوكو النحات[211][212]
- ماتيوس غونتر، الألماني الباروك/الروكوكو الفنان الذي رسم اللوحات الجدارية على العديد من الكنائس والأديرة[211][212]
- فرانسيسكو هيريرا الأكبر وفرانسيسكو هيريرا الأصغر, الأب والابن في العصر الذهبي الأسباني[213][214][215]
- جان يانسنس[216][217]
- أندريه جان ,عضو الجمهورية الدومينيكية والمعروف باللوحات التي تصور مشاهد في العهد الجديد[218][219]
- آدم كرافت، والمعروف بالعمل في الكاتدرائيات والكنائس[220][221]
- جورج دو لا تور[222][223]
- فرانشيسكو لورانا, النحات  الدلماسي/الإيطالي  , أعماله تشمل تماثيل القديسين ماري[224][225][226]
- توماسو لوريتي ,عمل في سانتا سوزانا على مرحلة ما بعد  مجلس ترينت انتصارية موضوع البابا غريغوري الثالث عشر[227][228]
- برناردو دي ليغاردا[229][230]
- فيليبو ليبي[231][232]
- فيليبينو ليبي، له لوحات جدارية تصور حياة فيليب الرسول في كنيسة سانتا ماريا نوفيلا[233][234]
- الكسندرو لورتي[235][236][237]
- كلود لورين[238][239]
- لورنزو لوتو [240][241][242]
- برناردينو ليوني،  وتشمل أعماله تصوير الأم ماري[243][244]
- بينيديتو مينو دا وجوليانو دا مينو[245][246][247][248][249]
- جوان باوتيسته [250][251]
- أندريا مانتينيا[252]
- كارلو ماراتا[253][254]
- خوان مارتينيز [255][256][257][258]
- سيمون مارتيني ، توفي في خدمة المحكمة البابوية في افينيون في 1344
- مازاتشو ، وتشمل أعماله العذراء والطفل مع القديسة آن[259]
- فرانز انطون [260][261]
- غيدو مازوني[262][263]
- بيير فرانشيسكو[264][265]
- هانس ميملنغ[266][267][268]
- يبو ميمي[269]
- أنطون رفائيل مينجس،  الرسام الكلاسيكي البوهيمي[270][271]
- خوان دي ميسا، مبدع العديد من التماثيل التي تستخدم في موكب   الأسبوع المقدس في إشبيلية[272][273]
- أنطونيلو دا مسينا[274]
- مايكل أنجلو ، رسم سقف كنيسة سيستين[275]
- جوزيف اجناز,[276][277] لوحاته الجدارية تشمل  عيد العنصرة والعذراء مريم
- فرانشيسكو موتشي، تمثال القديسة فيرونيكا في كاتدرائية القديس بطرس[278]
- لورينزو موناكو[279][280]
- بيير اتيان [281][282][283]
- جيوفاني أنجيلو[284][285]
- لويس دي موراليس، الرسام الاسباني[286][287]
- جيوفاني ماريا[288][289][290][291]
- توماسو نابولي[292][293]
- خوان فرنانديز نافاريتي، معروف له تصوير معمودية المسيح[294][295][296][297]
- جيوفاني نيكولو، أعماله تشمل  سالفاتور مندي ومادونا[298]
- ديلو دي نيكولو، النحات الإيطالي المعروف بأعماله في الكاتدرائية القديمة ، سالامانكا[299][300]
- جوزيفا دي أوبيدوس، واحدة من أبرز النساء الباروك الرسامين [301][302]
- بارتولوم اوردونز، النحات الاسباني الذي كان يعمل في الكنائس والمقابر[303][304]
- فرانسيسكو باتشيكو, الرسام الذي علم  دييغو فيلاسكيز [305][306]
- أنطونيو بالومينو[307][308]
- بارميجيانينو ، وتشمل أعماله ختان يسوع, رؤيا القديس جيروم,[309] و مادونا ذات الرقبة الطويلة[310][311]
- بيترو بيروجينو[312]
- بالداساري بيروتزي[313][314]
- انطون بيتشلر، جيوفاني بيتشلر، لويجي بيتشلرا[315][316]
- سانو دي بيترو [317][318]
- بينتوريكيو[319][320]
- سيباستيانو ديل بيومبو[321][322]
- بونتورمو ، وتشمل أعماله البشارة,[323] مادونا مع الطفل والقديسين,[324] ترسب من الصليب[325] و سانت كوينتين[326]
- نيكولا بوسان , وتشمل أعماله الأسرار السبعة[327][328]
- دييغو كيسبي تيتو[329][330]
- إيفان رانجير[331][332]
- رافائيل[333][334]
- غويدو ريني[335][336][337]
- جوليانو دا ريميني[338]
- لوكا ديلا روبيا، النحات الذي أعماله تشمل المهد حوالي 1460 ، مادونا والطفل ، حوالي 1475[339][340]
- بيدرو رولدان[341] و لويزا رولدان,[342] الأب وابنته
- باولو رومانو[343][344]
- كوزيمو روسيلي ، وتشمل أعماله العشاء الأخير و النسب من جبل سيناء[345][346]
- انجيلو دي روسي[347][348]
- بيتر بول روبنز[349][350]
- فرانسيسكو سالزيلو[351][352]
- خوان سانشيز [353][354]
- جاكوبو سانسوفينو[355][356]
- باسيليو سانتا كروز [357][358]
- أندريا دل سارتو, أعماله تتضمن لوحات عن سانتيسيما أنونسياتا, فلورنس[359][360]
- جيوفاني باتيستا سالفي, أعماله تشمل لوحات الأم ماري[361][362]
- كريستوف توماس شيفلر[363][364]
- مارتن يوهان شميت [365][366]
- مارتن شونجور[367][368]
- لوكا سينيوريلي[369][370]
- سيراني إليزابيتا[371][372]
- برناردو ستروزي [373][374]
- جيوفاني باتيستا تيبولو[375]
- تينتوريتو[376][377]
- تيتيان[378][379][380][381]
- سانتي دي تيتو، وتشمل أعماله رؤيا القديس توما الأكويني[382] و البشارة[383]
- بول تروجر، لوحاته الجدارية على العديد من الأديرة وأيضا  تأليه القديس اغناطيوس في كنيسة سانت اغناطيوس في جيور، هنغاريا[384][385][386][387][388]
- باولو أوشيلو ، وتشمل أعماله القديس جورج والتنين,[389] و حياة الآباء القديسين[390][391]
- خوان دي فالديس ليال [392]
- هوبرت فان إيك [393]
- جان فان إيك[394][395][396]
- لويس دي فارغاس[397][398]
- جورجيو فاساري[399][400]
- غريغوريو فاسكيز دي آرسي [401]
- جوان باوتيسته فاسكيز الأكبر وجوان باوتيسته فاسكيز الأصغر [402][403]
- دييغو فيلاسكيز[404]
- باولو فرونزه[405][406]
- ليوناردو دا فينشي, العشاء الأخير[407] في كنيسة سانتا ماريا ديلي غراسي[408]
- يوهان بيتر الكسندر[409]
- روجير فان دير فايدن[410]
- فرناندو يانيز [411][412][413]
- فرانسيسكو تيتو[414][415][416][417][418][419]
- ماركوس زاباتا[420]

### القرن 19 إلى الوقت الحاضر
- كيكو أرغويلو، البادئ  في  طريق الموعوظين الجدد الذي قام برسومات الكنيسة [421]
- افرايم فرانسيس بالدوين, فاز بميدالية عن عمله في الجامعة الكاثوليكية الأمريكية[422]
- جان باتيست بيتون [423]
- جيلبرت بلونت[424]
- أنطونيو كاستيلو، النحات الأندلسي المعروف بالأعمال الدينية في كاتدرائية القديسة مريم العذراء في سبتة، حول إشبيلية وغيرها[425]
- إدواردو كاستريو[426][427][428]
- بول سيزان[429][430]
- فيليب ليندسي كلارك[431]
- جون كولير[432]

- جيمس كولينسون[433][434]
- ماري-آلان (الدومينيكية الراهبة)[435]
- سلفادور دالي[436]
- آن ديفيدسون[437][438]
- موريس دينيس[439][440]

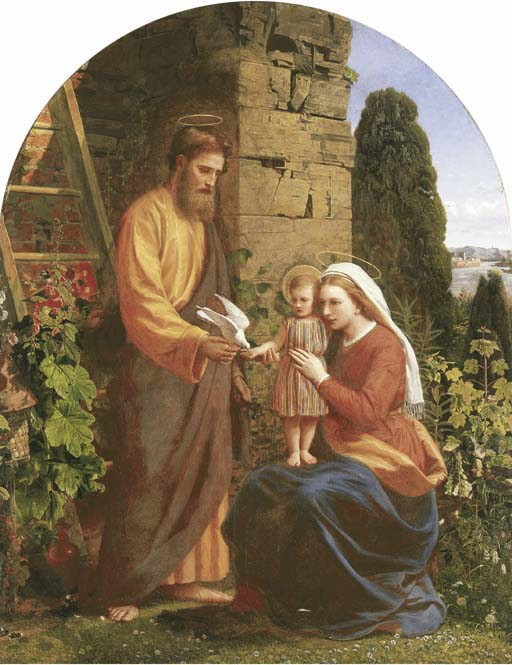
تصوير للعائلة المقدسة.

- يان هنريك دي روزن، أعماله معروضة في كنيسة المزار الوطني دنس[441][442] وغيرها
- ملكيور بول فون[443][444]
- جوزيف-هيوز [445][446]
- جان هيبوليت [447][448][449]
- مايكل سيغيسموند فرانك[450]
- إرنست فوكس [451]
- أنتوني غاودي ،مؤسس  ساغرادا فاميليا[452][453]
- جيمس جيليك[454][455]
- جورج غولدي[456]
- فيليكس غراندا[457][458]
- ماثيو إليسون هادفيلد[459][460]
- جوزيف هانسوم[461][462]
- وليام الغار هاريس[463][464]
- جون روجرز هربرت [465][466]
- جون هوجان[467][468]
- ايفي هون [469]

- جوين جون[470]
- ديفيد جونز[471][472]

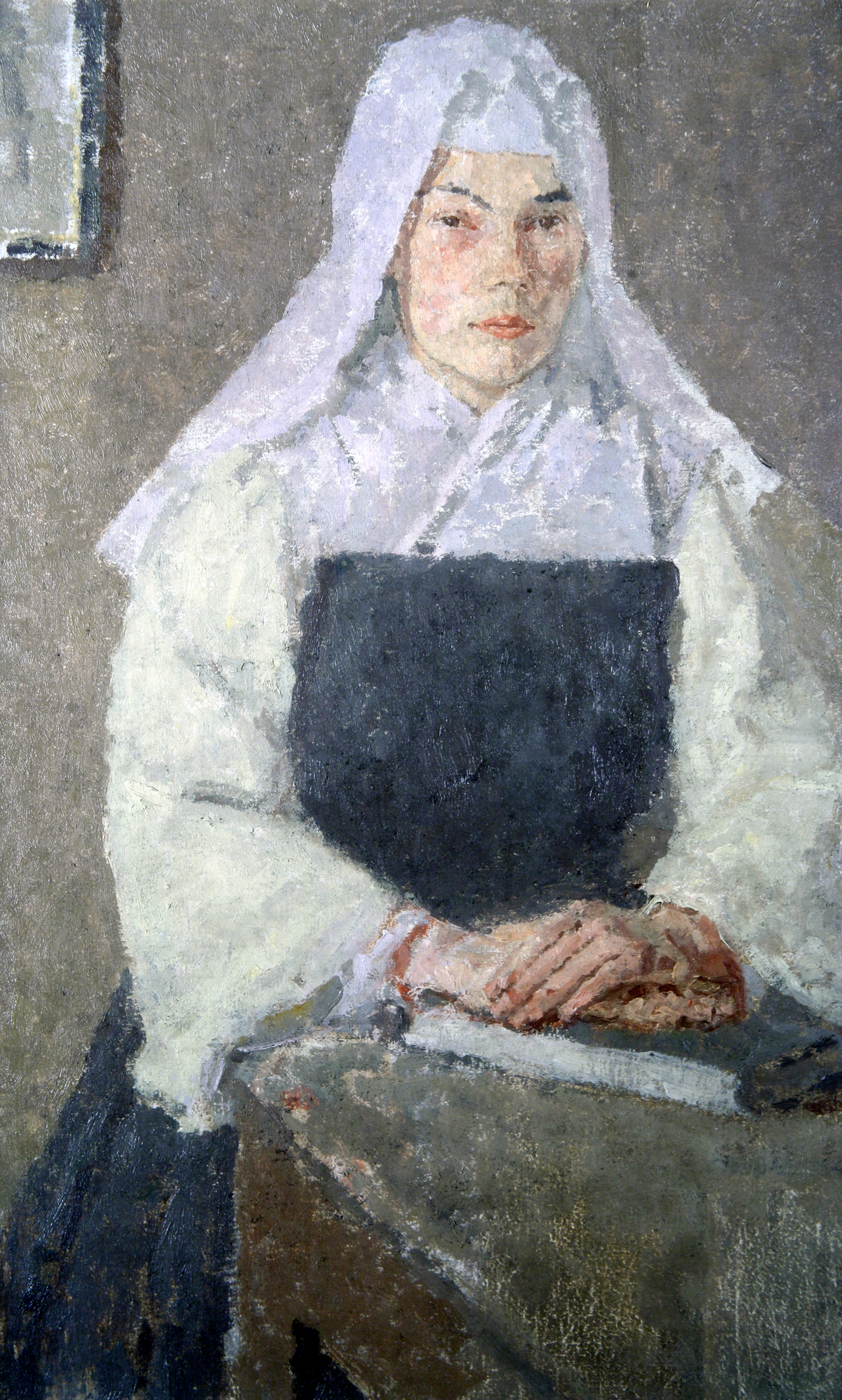
لوحة جوين جون, الراهبة

- باتريك كيلي، مهندس العديد من الكنائس مثل كنيسة سانت ماري المعقدة[473][474]
- فريد مكارثي[475][476]
- إيفان مستروفيتش، النحات الكرواتي; وتشمل أعماله القديس جيروم الكاهن[477][478][479]
- رودولف مورودر
- روزماري موريس
- إستر نيوبورت
- إيريك أولسون
- فرانسيس بيتريني، الكاثوليكي مهندس الكاتدرائيات في نيوزيلندا[480][481]
- توماس هنري بول[482]
- أوغسطس بوجن[483][484][485][486]
- بيتر بول بوجن[487][488][489][490]
- جورج رووه [491][492][493][494]
- فريدريك فيلهلم[495][496]
- الكسندر ماكسيميليان سيتز[497]
- جينو سيفيريني[498][499]
- ايموجين ستيوارت[500][501]
- جيمس تيسو [502][503][504][505][506]
- جان باتيست [507][508]
- بول وودروف[509][510]